# Операція найменшого кореня
Опера́ція найме́ншого ко́реня — операція, що зіставляє кожній рекурсивній функції від n змінних {\displaystyle g(x_{1},\dots ,x_{n})} рекурсивну функцію {\displaystyle f(x_{1},\dots ,x_{n-1})=\mu x_{n}g\times (x_{1},\dots ,x_{n})} від {\displaystyle n-1} змінних.
Значення {\displaystyle f(x_{1},\dots ,x_{n-1})} дорівнює такому найменшому числу k, що {\displaystyle g(x_{1},\dots ,x_{n-1},k)=0} і для всіх z < k функція {\displaystyle f(x_{1},\dots ,x_{n-1},z)} визначена і не дорівнює нулю. Якщо для деякого фіксованого значення {\displaystyle a_{1},\dots ,a_{n-1}} такого k не існує, то {\displaystyle f(a_{1},\dots ,a_{n-1})} вважається невизначеною при заданих фіксованих значеннях.